# Martine Kemp

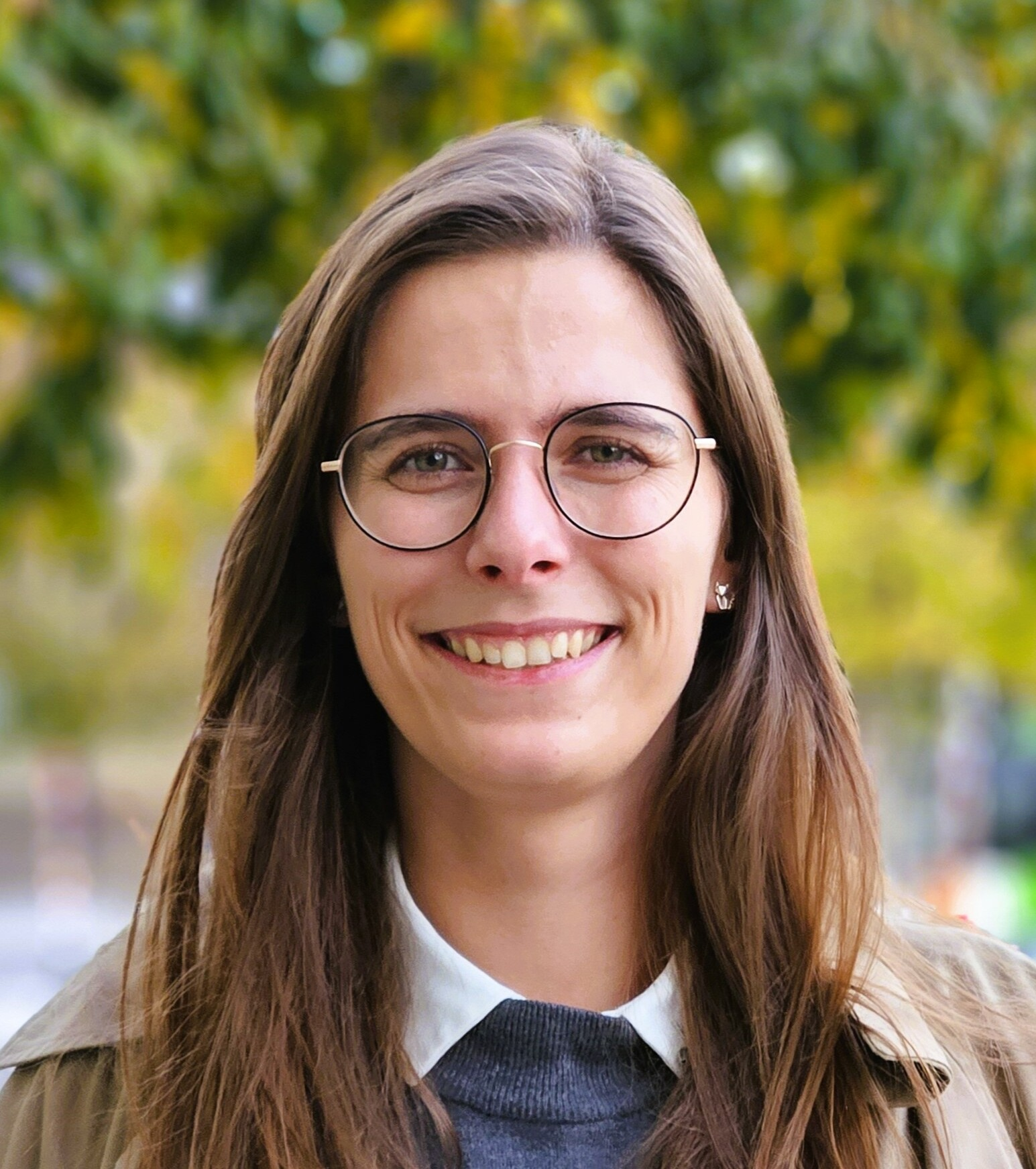
Martine Kemp, 2023

Martine Kemp (* 8. Juli 1994 in Luxemburg) ist eine luxemburgische Politikerin und Mitglied der Christlich-Sozialen Volkspartei (CSV). Sie ist Abgeordnete des Europäischen Parlaments für die Europäische Volkspartei (Christdemokraten).

## Leben

### Beruflicher Werdegang
Martine Kemp erwarb einen Bachelor of Science in Wirtschafts- und Sozialwissenschaften an der Wirtschaftsuniversität Wien, wobei sie sich auf humanitäre Logistik und Finanzwesen spezialisierte. Sie setzte ihr Studium am Institut für Verkehrsplanung und Verkehrstechnik der Technischen Universität Darmstadt fort und schloss 2020 mit einem Master of Science in Verkehrswesen ab. Zwischen ihren Studien absolvierte sie ein Praktikum im Europäischen Parlament im Büro von Georges Bach (EVP), dem letzten Experten für Verkehrs- und Bahnwesen der Christlich-Sozialen Volkspartei auf der europäischen Bühne.
Von 2021 bis Oktober 2023 arbeitete Kemp als Verkehrsingenieurin bei der Stadt Luxemburg.

### Politische Laufbahn
Ihre politische Laufbahn begann Kemp im Alter von 14 Jahren im Jugendparlament Luxemburg. Dort war sie zwei Jahre lang Mitglied des Exekutivbüros, bevor sie 2009 der Christlich-Sozialen Jugend (CSJ) – der Jugendorganisation der Christlich-Sozialen Volkspartei – beitrat. Später wurde sie Vizepräsidentin der CSJ. Als Vorsitzende der CSJ-Vereinigung der Schüler und Studenten war sie auch Mitglied des Nationalkomitees der CSJ. In ihrer Heimatstadt Düdelingen war sie Mitglied der Jugendkommission der Christlich-Sozialen Volkspartei.
Derzeit ist sie Sekretärin der Christlich-Sozialen Volkspartei für internationale Angelegenheiten.

### Politische Tätigkeit im Europäischen Parlament
Kemp wurde am 24. Oktober 2023 Mitglied des Europäischen Parlaments; sie rückte für Christophe Hansen nach. Sie ist vor allem in drei Ausschüssen tätig:
- ordentliches Mitglied im Ausschuss für internationalen Handel (INTA)
- stellvertretendes Mitglied im Ausschuss für Wirtschaft und Währung (ECON)
- stellvertretendes Mitglied im Ausschuss für Umweltfragen, öffentliche Gesundheit und Lebensmittelsicherheit (ENVI)

Neben ihrer Arbeit in den Ausschüssen ist Kemp auch Mitglied der Delegation für die Beziehungen zu den Ländern der Andengemeinschaft, der Delegation in der Parlamentarischen Versammlung Europa-Lateinamerika und der Delegation im Gemischten Parlamentarischen Ausschuss EU-Mexiko.
Zu ihren Tätigkeiten als Abgeordnete des Europäischen Parlaments zählt eine Stellungnahme zur Einführung des Zollkodex der Union und zur Einrichtung der Zollbehörde der Europäischen Union im Ausschuss für internationalen Handel, für die die Europäische Volkspartei (EVP) Kemp zur Schatten-Verfasserin benannte.
Bei der Europawahl 2024 verlor sie zunächst ihr Mandat. Sie rückte jedoch am 3. Dezember 2024 erneut für Christophe Hansen ins Europaparlament nach.
Martine Kemp ist seit 2023 Mitglied der überparteilichen Europa-Union Luxemburg und damit auch Teil der Europa-Union Deutschland und der Europäischen Bewegung. 

### Privatleben
Kemp ist Mitglied des Unified-Sports-Basketballteams des Verbands Special Olympics Luxemburg. Sie nahm mit ihrem Team als Unified Partner an den Weltspielen der Special Olympics 2023 in Berlin teil.